# Алентежу-Литорал
Субрегион Аленте́жу-Литора́л (порт. Alentejo Litoral) — экономико-статистический субрегион в центральной Португалии.
Входит в состав региона Алентежу.
Включает в себя часть муниципалитетов округа Сетубал и один муниципалитет округа Бежа.
Территория — 5 261 км². Население — 97 636 человек. Плотность населения — 18,6 чел/км².

## География
Субрегион граничит:
- на севере — субрегионы Алентежу-Сентрал и Полуостров Сетубал
- на востоке — субрегион Байшу-Алентежу
- на юге — субрегион Алгарве
- на западе — Атлантический океан

## Муниципалитеты
Субрегион включает в себя 5 муниципалитетов:

### Муниципалитеты округа Сетубал
- Алкасер-ду-Сал
- Грандола
- Сантьягу-ду-Касен
- Синеш

### Муниципалитеты округа Бежа
- Одемира